# Mistrzostwa Polski w Tenisie Stołowym 2002
Mistrzostwa Polski w Tenisie Stołowym 2002 – 70. edycja mistrzostw, która odbyła się w dniach 1–3 marca 2002 roku w Gdańsku.

## Medaliści
| Konkurencja             | Złoty                                                                     | Srebrny                                                                   | Brązowy |
| Gra pojedyncza mężczyzn | Marcin Kusiński (Kormoran Ostróda)                                        | Bartosz Such (Odra Księginice)                                            | Michał Dziubański (Fulda Marbelcel) Tomasz Krzeszewski (Hoengen Alsdorf)                                                                 |
| Gra pojedyncza kobiet   | Kinga Stefańska (Siarka Tarnobrzeg)                                       | Magdalena Górowska (Bronowianka Kraków)                                   | Magdalena Cichocka (AZS Wrocław) Anna Januszyk (AZS Wrocław)                                                                             |
| Gra podwójna mężczyzn   | Lucjan Błaszczyk (Zugbrücke Grenzau) Tomasz Krzeszewski (Hoengen Alsdorf) | Michał Dziubański (Fulda Marbelcel) Krzysztof Kaczmarek (Odra Księginice) | Bartosz Such (Odra Księginice) Łukasz Godlewski (Kormoran Ostróda) Marcin Kusiński (Kormoran Ostróda) Jakub Kosowski (Olimpia Grudziądz) |
| Gra podwójna kobiet     | Marta Piłka (Bronowianka Kraków) Magdalena Górowska (Bronowianka Kraków)  | Monika Pietkiewicz (Cekol Stawiguda) Iwona Kuszaj (AZS Wrocław)           | Joanna Narkiewicz (AZS Wrocław) Kinga Stefańska (Siarka Tarnobrzeg) Daria Łuczakowska (AZS Wrocław) Magdalena Cichocka (AZS Wrocław)     |
| Gra mieszana            | Michał Dziubański (Fulda Marbelcel) Wioletta Matus (Bronowianka Kraków)   | Marcin Czerniawski (AZS PW Wrocław) Katarzyna Gieryń (Cekol Stawiguda)    | Daniel Górak (KS Zielona Góra) Magdalena Cichocka (AZS AE Wrocław) Filip Młynarski (SKS Warszawa) Monika Perzyna (GLKS Nadarzyn)         |